# Robben Ford

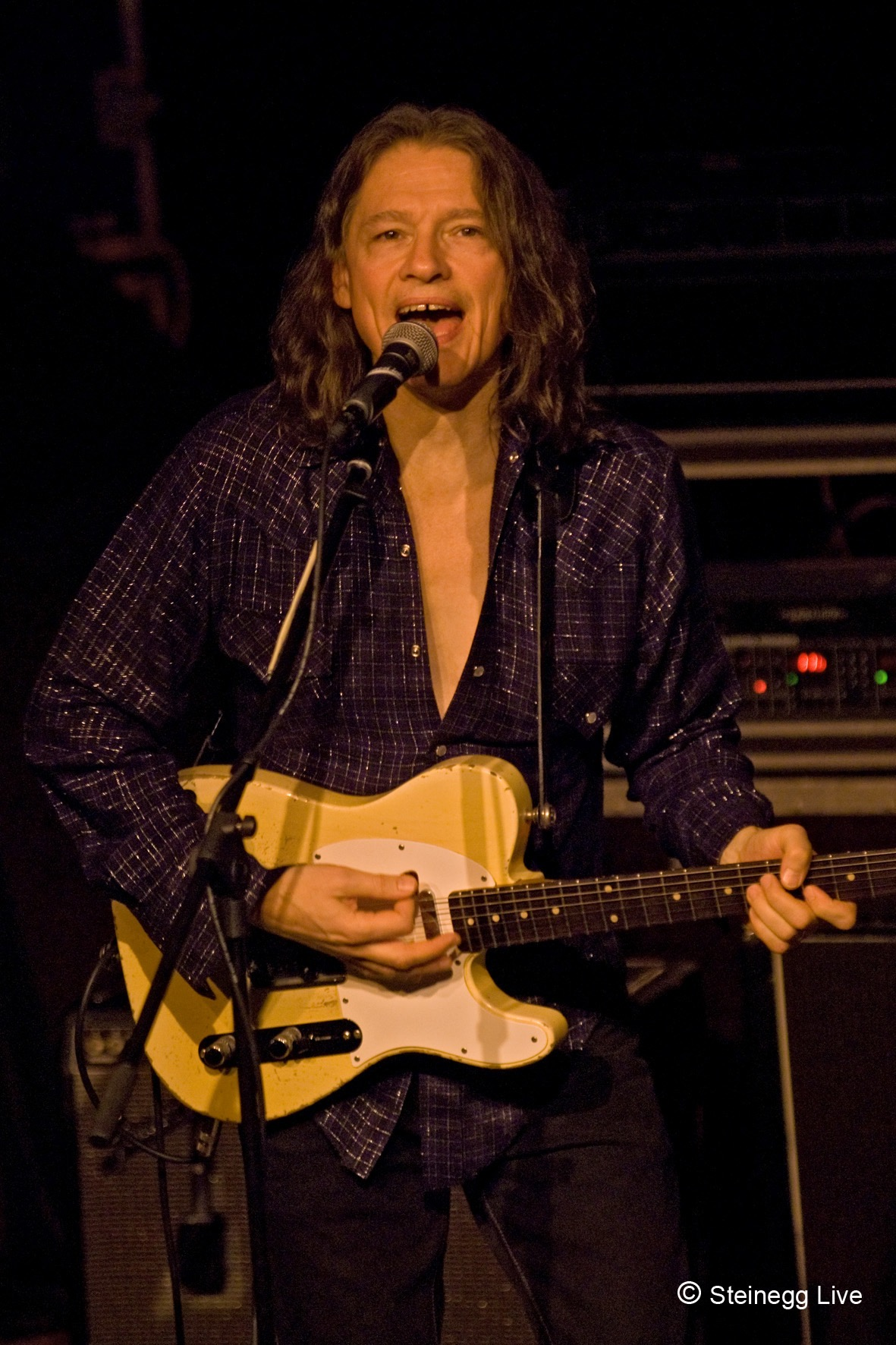
Robben Ford (2008)

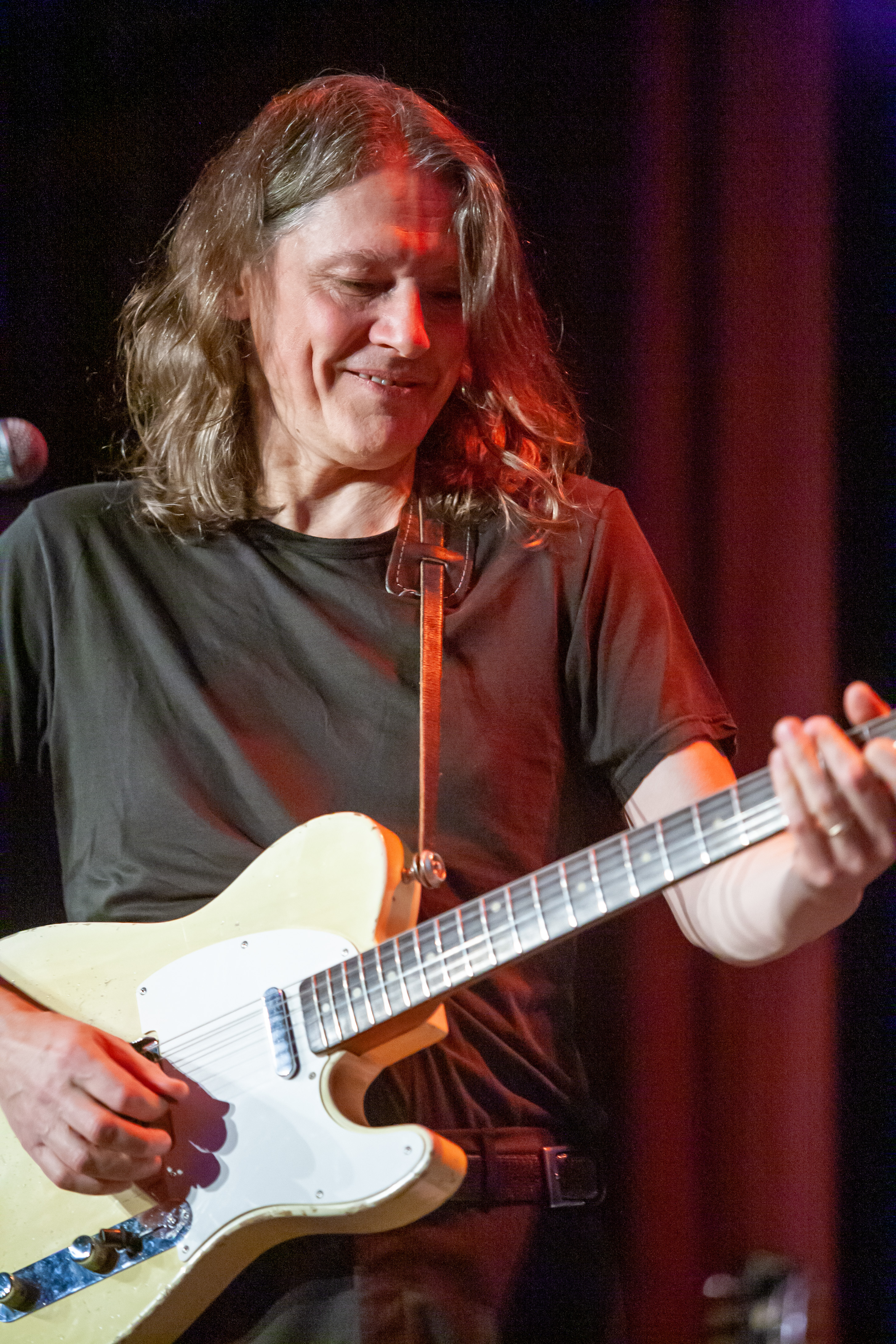
Robben Ford (2007)

Robben Lee Ford (* 16. Dezember 1951 in Woodlake, Kalifornien) ist ein US-amerikanischer Blues-, Jazz- und Rockgitarrist. International bekannt wurde er sowohl als Solokünstler als auch durch zahlreiche Projekte mit Chick Corea, Miles Davis, B. B. King, Joni Mitchell und Kiss. Er war bisher Mitglied in den Bands Jing Chi, The Ford Blues Band und The Yellowjackets.

## Biografie
Bevor Robben Ford mit Gitarre begann, lernte er Saxophon. Mit 13 brachte er sich selbst das Gitarrespielen bei, simultan zum Saxophonspielen. Auf dem 1999er Album Sunrise spielt er bei einigen Stücken auch Saxophon. Mit 18 zog er nach San Francisco und gründete die Charles Ford Band (benannt nach seinem Vater, der auch Gitarrist war). Kurze Zeit später wurde er engagiert, um neun Monate lang für Charlie Musselwhite zu spielen. 1971 wurde die Charles Ford Blues Band wiederbelebt und machte Anfang 1972 für das Label Arhoolie Aufnahmen. Ford spielte mit Jimmy Witherspoon (1972–1973), The L.A. Express mit Tom Scott (1974), George Harrison und Joni Mitchell.
1977 gründete er The Yellowjackets, mit denen er bis 1983 spielte. Gleichzeitig startete er seine Solokarriere und arbeitete als Session-Gitarrist. 1986 tourte er mit Miles Davis, 1985 und 1987 mit Sadao Watanabe. 1992 besann er sich auf seine Wurzeln: den Blues. Ford gründete eine neue Band, The Blue Line. Seither brachte er eine Reihe von Blues-Rock-Alben heraus, die zu den besten Aufnahmen seiner Karriere zählen.

## Diskografie
- The Charles Ford Band (1972)
- Discovering the Blues (Live, 1972)
- Sunrise (1972)
- Schizophonic (1976)
- The Inside Story (1979)
- Words and Music (1983)
- Love’s a Heartache (1983)
- Robben Ford (1986)
- Talk to Your Daughter (1988)
- Robben Ford & the Blue Line (1992, DE: Gold (German Jazz Award))[3]
- Mystic Mile (1993, DE: Gold (German Jazz Award))
- Robben Ford and the Blue Line in San Francisco (Live, 1993)
- Waiting for a Miracle (1993)
- Handful of Blues (1995)
- Blues Connotation (1996)
- Tiger Walk (1997)
- Blues Collection (1997)
- The Authorized Bootleg (1998)
- Supernatural (1999)
- Sunrise (1999)
- A Tribute to Paul Butterfield (2001)
- Anthology: The Early Years (2001)
- Jing Chi (2001)
- Jing Chi Live (2002)
- Blue Moon (2002)
- Keep On Running (2003)
- Jing Chi 3D (2004)
- City Life (2006)
- Truth (2007)
- Soul on Ten (2009)
- Bringing It Back Home (2013) – PdSK-Bestenliste 2/2013[4]
- A Day in Nashville (2014) – PdSK-Bestenliste 2/2014[5]
- Live at Rockpalast (2014) – 2-CD/DVD-Set mit Konzertmitschnitten von 1998 und 2007 in Leverkusen
- Into the Sun (2015)
- Purple House (2018)
- The Sun Room (Robben Ford & Bill Evans, 2019)
- Pure (2021)
- Live at Yoshis (2021)

Mit anderen
- Tom Scott & the L.A. Express – Tom Cat (1974)
- Joni Mitchell & the L.A. Express – Miles On Aisles (1974)
- Joni Mitchell – The Hissing of Summer Lawns (1975)
- Bruce Willis – If It Don’t Kill You It Just Makes You Stronger (1989, als Gastmusiker an Gitarre und Keyboard)
- Joe Dioro & Robben Ford – Minor Ellegance (1989)
- Georgie Fame – Cool Cat Blues (1990)
- Bob Dylan – Under the Red Sky (1990)
- Mark Ford with the Robben Ford Band (1991)
- Diamond, Angel & Crooks – More Where That Came From (1991)
- Jerry Granelli – A Song I Thought I Heard Buddy Sing (1992)
- Rickie Lee Jones – Pop Pop (1991, Acoustic Guitar)
- Jimmy Witherspoon & Robben Ford – Live at the Notodden Blues Festival 1992
- Jimmy Witherspoon & Robben Ford – Ain’t Nothin’ New About the Blues (Recorded 1977/1994)
- John Alberti featuring Robben Ford – Short Denim Skirts (1994)
- Tom Scott – Reed My Lips (1994)
- Tom Scott – Night Creatures (1995)
- Bob Malach – The Searcher (1995)
- Tom Scott and the L.A. Express – Bluestreak (1996, BM)
- Little Blue – Angels, Horses & Pirates (1997, als Gastgitarrist)
- Mark Ford & the Blue Line, feat. Robben Ford (1998, BM)
- Jimmy Witherspoon feat. Robben Ford – Live at Monterey Jazz Festival 1972 (2008)
- Renegade Creation (Robben Ford, Michael Landau, Jimmy Haslip, Gary Novak) – Renegade Creation (2010)
- Renegade Creation (Robben Ford, Michael Landau, Jimmy Haslip, Gary Novak) – Bullet (2012)
- Robben Ford & Bill Evans with Keith Carlock, James Genus – The Sun Room (2018)
- Bill Evans, Darryl Jones & Keith Carlock – Common Ground (2022)
- Paul Personne with Robben Ford, 'Bumblefoot' Ron Thal* With John Jorgenson & Beverly Jo Scott And Last But Not Least Kevin Reveyrand, Francis Arnaud – Lost In Paris Blues Band (2022)

Videoalben
- Robben Ford – New Morning – The Paris Concert (2001)
- Robben Ford – In Concert – Ohne Filter Live (2008)
- Robben Ford – New Morning – The Paris Concert (Revisited) (2010)